# Ukraińskie Regionalne Muzeum „Strywihor” w Przemyślu
Ukraińskie Regionalne Muzeum „Strywihor” w Przemyślu powstało w 1932 z inicjatywy Towarzystwa Przyjaciół Ukraińskiej Kultury i Sztuki „Strywihor”, staraniem Ołeny Kulczyckiej, Iwana Szpytkowśkiego i Bohdana Zahajkewycza.
Kustoszem muzeum przez cały okres jego działalności (1932-1945) był historyk dr Iwan Julian Szpytkowśkyj. W 1937 muzeum posiadało ponad 10 000 eksponatów z dziedziny archeologii, sztuki cerkiewnej (głównie stare ikony) oraz etnografii, dysponowało też biblioteką liczącą ponad 5000 tomów.
Muzeum zostało zlikwidowane przez polskie władze komunistyczne w 1945, większość eksponatów przekazano Muzeum Narodowemu Ziemi Przemyskiej.
Nazwa muzeum pochodziła od ukraińskiej nazwy rzeki Strwiąż.